# Graccho Cardoso
Graccho Cardoso é um município brasileiro do estado de Sergipe.

## Geografia
Localiza-se a uma latitude 10º13'36" sul e a uma longitude 37º11'54" oeste, estando a uma altitude de 242 metros. Sua população estimada em 2007 era de 6000 habitantes, aproximadamente. Possui uma área de  236,2 km².
Também detém um  açude que já foi  um dos maiores  do estado, o Açude Três Barras, localizado no distrito do mesmo nome, onde se pratica a piscicultura intensiva e extensiva, com uma das mais modernas estações do estado. Embora com enorme potencial de crescimento, o município ainda enfrenta enormes dificuldades econômicas devido ao descaso político da oligarquia dominante ali estabelecida desde a fundação do município na década de 50.De 2000 a 2014 Graccho Cardoso foi o município que teve a maior área desmatada do estado,sofrendo também com o uso desenfreado de defensivos agrícolas,causando um sério desequilirio ambiental na região.

## Economia
Pecuária, agricultura (abacaxi, milho). O comércio é precário devido ao pouco interesse de seus gestores a grande maioria dos habitantes do município faz compras no município de Nossa Senhora da Glória, artesanato. Nâo possui indústria, o município possui casas de farinha de mandioca, fabriquetas de queijo e requeijão, de tijolos, blocos e telha.